# Abutilon figarianum
Abutilon figarianum là một loài thực vật có hoa trong họ Cẩm quỳ. Loài này được Webb mô tả khoa học đầu tiên năm 1854.